# Acumulación del capital

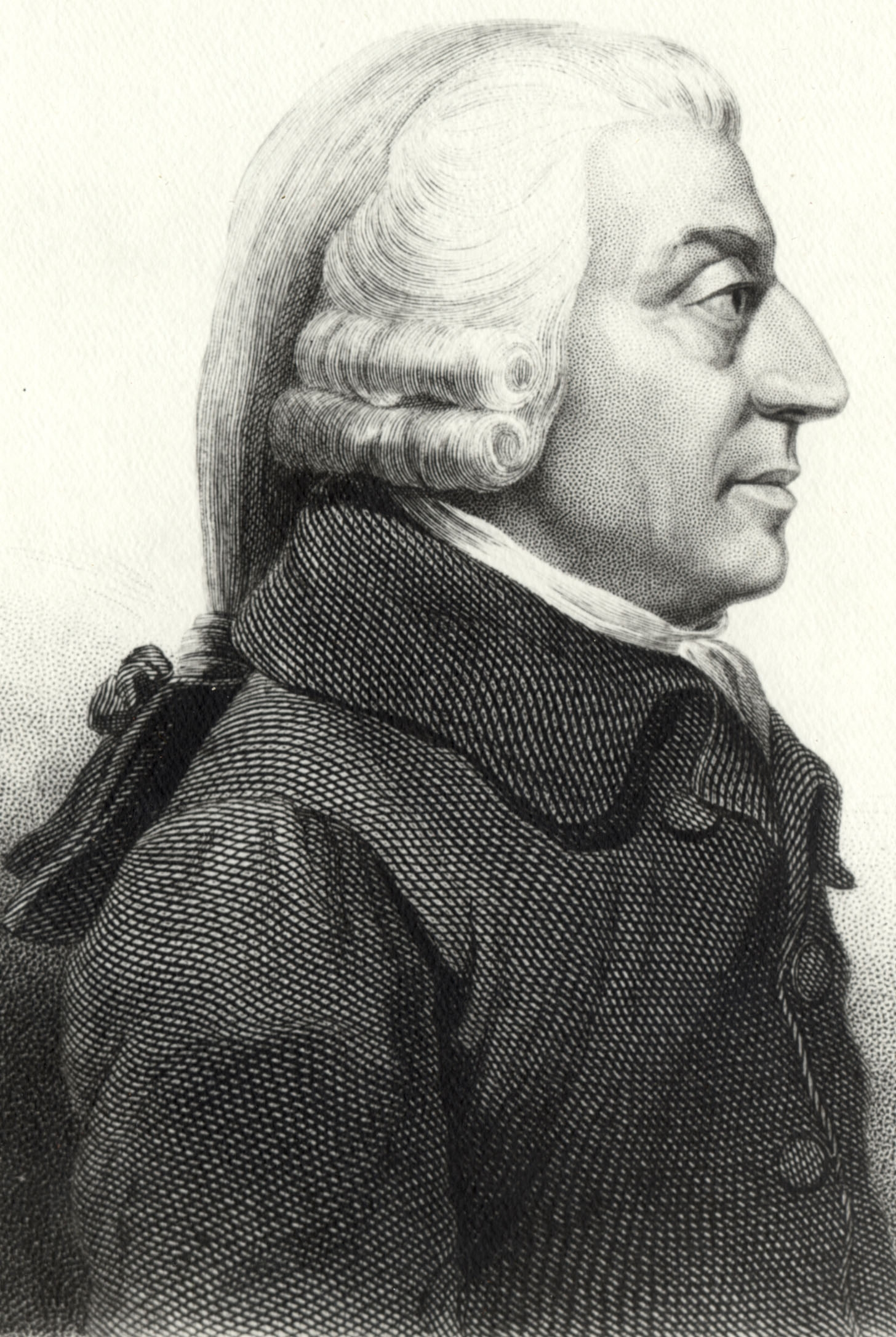
Adam Smith, economista clásico que postuló en su tratado La Riqueza de las Naciones cómo la acumulación de capital enriquece a las sociedades.

La acumulación del capital es un concepto en la teoría económica relativo a la creación y paulatina acumulación de capital en el sistema capitalista.
El término, en su sentido económico clásico, se refiere al aumento disponible no solo de los bienes de capital propiamente dichos (maquinarias, plantas, etc.) sino también del capital financiero y del capital humano (educación, capacitación, desarrollo profesional, experiencia, etc.). Este aumento de capital se basa en el ahorro y la inversión, que debidamente utilizados (empresarialmente bien invertidos) puede producir un aumento de la riqueza en la sociedad. Esto se produciría gracias a un aumento de la productividad por trabajador, por la incorporación de mejores o más abundantes bienes de capital y por la caída general de precios que implicaría tal aumento de productividad.
Para la escuela marxista, que ha sido especialmente crítica con respecto a este concepto, la acumulación de capital en cambio responde obligatoriamente a la explotación de la fuerza laboral y la consecuente pauperización de otros; además, la acumulación originaria del capital consta de una fase directa o expansión de corto alcance, en la cual se programa una dominación regional (que es la que analizó Karl Marx), seguida de otra de largo alcance en la cual se desbordan las regiones y se conquistan mercados lejanos en busca de más recursos y bienes de capital. Esta última etapa lleva directamente al imperialismo.

## Posiciones de diferentes escuelas

### Escuelas clásica y neoclásica
Adam Smith inició la escuela clásica de la economía donde ya se explicaba que el ahorro y el aumento de capital así conseguido era una de las fuentes de crecimiento económico.
Según la escuela neoclásica, si hay una mayor cantidad de ahorro disponible, y cuanto más favorables sean las condiciones para la inversión de ese ahorro, mayor será la productividad del trabajo y por tanto existirá margen para salarios más altos al mismo tiempo que se abriría la posibilidad de producir a precios más baratos (estos dos factores se contraponen, y el nivel de salarios y precios se limitan mutuamente: precios muy baratos implicarán necesariamente salarios bajos, mientras que salarios sobrevaluados obligarán a fijar precios más altos). Así el término acumulación de capital dentro del enfoque neoclásico pasó a ser considerado un elemento importante en teorías del crecimiento económico
Dentro del análisis económico neoclásico el modelo de acumulación de capital y crecimiento más conocido es el modelo de Solow que en su versión más simple fija hace que el nivel de renta per cápita alcanzado esté positivamente correlacionado con la tasa de ahorro (y negativamente con la tasa de depreciación y el crecimiento poblacional). El modelo de Solow, mejorando considerablemente las ideas de la escuela clásica, relacionó analíticamente la tasa de ahorro y la renta per cápita y se vio que en muchos casos la tasa de ahorro puede tener un papel fundamental en la acumulación de capital y la expansión de la capacidad de producción de la economía.

### Escuela austriaca
Por su parte, la Escuela Austriaca ha desarrollado a través de varias generaciones un edificio teórico donde el papel del ahorrador y del empresario es fundamental para el crecimiento y la mejora de los niveles de vida de toda la población. De acuerdo a esta concepción, el capitalista y el trabajador estarían alineados bajo el mismo interés: el aumento de productividad. Así mientras más capital tenga un país, mayores serían los salarios reales de toda la población (tanto por un aumento del salario nominal, como por la deflación efecto de la mayor productividad del mercado), lo que contribuiría a un círculo virtuoso: a mayor salario real, mayor capacidad de ahorro, mayor capital, mayor inversión, mayor demanda de trabajo y mayor productividad, y así mayores salarios reales, etc. 
En definitiva, y como muestra la evidencia empírica, allí donde la productividad del trabajo es mayor, mayor es el capital per cápita, y mayor el bienestar económico y social de las poblaciones. Muchos países con economías de libre mercado han alcanzado niveles de desarrollo y bienestar elevados gracias a los incrementos del productividad media (países escandinavos, Hong Kong, Singapur, Australia, Canadá, Nueva Zelanda, etc.).[cita requerida]

### Escuela marxista
Según la tesis de Karl Marx, en El capital, el capital se acumula por ciclos de producción. Al inicio del ciclo de producción el capitalista invierte determinada cantidad en materias primas, salarios, maquinaria, etc. y al final del ciclo (una vez producida y vendida su mercancía) obtiene una cantidad mayor de dinero de la que invirtió en primer lugar (ganancia). El capitalista decide invertir parte de esa ganancia o toda para empezar el próximo ciclo. De esta manera el capital invertido crece, y así se acumula.
A diferencia de los que califica de "economistas burgueses", quienes presentarían la ganancia como producto de una diferencia entre valor de uso y valor de cambio, Marx sostenía que la base de la ganancia, y por lo tanto de la acumulación capitalista, sería la plusvalía extraída al trabajador asalariado. La teoría de la plusvalía se sustenta en la teoría del valor-trabajo de la economía clásica, desplazada en algunas de las corrientes del pensamiento económico por el marginalismo sobre todo en aquellas que promueven el capitalismo, pero que aún sostiene como premisa fundamental la economía marxista, entre otras corrientes, aunque algunas con ciertas modificaciones contemporáneas.
Para el marxismo la acumulación capitalista conduciría, a su vez, a los fenómenos de la concentración y la centralización del capital. Entendiendo el trabajo como única fuente de valor, el marxismo sostendría necesariamente que la acumulación de capital implicaría una reducción consecuente de la tasa de ganancia en cada ciclo, y con ella la necesidad de una mayor plusvalía que reduciría en cada ciclo la participación de los asalariados, con lo que una depauperación creciente e irreversible de las masas trabajadoras sería paralela al proceso de acumulación capitalista e implicaría una crisis estructural del capitalismo.
De hecho, la misma reproducción en escala ampliada de la producción capitalista es resultado de la acumulación de capital. Para ampliar la producción se necesita ampliar la empresa existente o bien construir una nueva. En ambos casos hay que poner en acción cierta cantidad de nuevos medios de producción y quizá de mayor cantidad de fuerza de trabajo (Nikitin, 1958, p.140).
Para poder realizar este proceso por ende se necesita de la producción creciente de Medios de Producción (sector I) y la producción (quizá creciente) de Medios de Subsistencia (sector II). Esta diferenciación dentro de la producción global obliga a que la economía, para evitar la desproporcionalidad entre sectores, deba cumplir con una lógica específica, la cual se explica por medio del Esquema de Reproducción Ampliada.
De la lógica de esta reproducción ampliada incluso se puede concluir que la acumulación del sector II depende completamente y está dominada por la acumulación del sector I (Luxemburg, 1917, p.53). Las condiciones que debe cumplir la Reproducción Ampliada son:
1. El producto del sector I debe ser igual en valor a la suma de los dos Capitales Constantes de los sectores I y II y a la suma de las acumulaciones de Capital Constante de ambos sectores.
2. El producto del sector II debe ser igual en valor a la suma de los dos capitales variables de los sectores I y II, a la suma de las acumulaciones de Capital Variable de ambos sectores y al Plusvalor consumido de ambos sectores.

El incumplimiento de estas condiciones (condiciones de proporcionalidad) llevan a que aparezca una crisis de la producción capitalista, entendida como la interrupción del proceso de producción de capital a escala ampliada (Ver Acumulación y reproducción ampliada)

### Desarrollos posteriores

#### Acumulación del capital en su fase primitiva
Básicamente esta etapa se dio en Inglaterra y parte en la primera revolución industrial. La ecuación básica de este proceso es dinero transformado en capital, de ahí se produce plusvalor y se logra la ampliación de ese capital. Fue totalmente necesario para ese proceso inicial de acumulación el que hubiese dos grupos antagónicos; una mayoría explotada de la cual será extraído su valor y una minoría explotadora que tendrá la misión de ampliar y reproducir la diferencia que resulta de la explotación. Este proyecto parte en el siglo XVI y madura en el siglo XVII. Otra característica del modelo fue atacar la libertad de los campesinos y su enrolamiento como proletarios para aumentar la velocidad de reproducción del capital y constituir la figura temprana del fantasma del ejército de reserva. La propiedad privada contribuyó a la destrucción de la propiedad comunal y con esto hubo un proceso de pauperización violenta que giró progresivamente hacia la cuestión social.
Marx dirá que la "acumulación originaria no es, pues, más que el proceso histórico de disociación entre el productor y los medios de producción" que terminó en un proceso de saqueo generalizado que determinó la constitución de clases antagónicas y diferenciadas. Sin embargo, cuando el capital logró su desarrollo en un marco cultural en la que la dominación capitalista estaba legitimada, apareció la necesidad de ampliar la conquista.

#### Acumulación en su fase ampliada
En esta fase se puede hablar propiamente de acumulación capitalista pues se trata del proyecto histórico en el cual Europa busca materias primas para expandir su proyecto capitalista conjuntamente con su hegemonía. El primer momento histórico de este proceso se da muy temprano, en 1492, con la conquista de América. Hernán Cortés, el conquistador de México, sintetizó perfectamente el encuentro de estos mundos: "los españoles, tenemos una enfermedad del corazón para la cual el remedio indicado es el oro". Sin embargo, la acumulación originaria es un proceso que no corresponde a la Europa Latina. Portugal y España (antes Italia) actuaban sólo como satélites comerciales, pero quienes lograron transformar esa materia en capital fueron los europeos del norte; principalmente, Inglaterra, Holanda y hasta cierto punto Francia. Por eso España y Portugal no lograron desarrollarse pese a la conquista de América y lo que fue realmente significativo en este proceso fueron dos elementos:
- El saqueo, robo, legalizado de las mercancías a través de los piratas, cosa que permitió luego destruir la supremacía marítima española.
- El control del naciente mundo de los prestamistas y bancos en la Europa del norte, que capitalizaba el dinero que España y Portugal no podían controlar.

En el siglo XVIII el trabajo de los esclavos, la invasión a África y parte de Asia logró un cada vez mayor stock de materias primas que a su vez significaba crecimiento industrial y mayor ejercicio de la dominación. En el siglo XIX se comenzaron a trazar ideas expansionistas que contenían el control de mercados extranjeros, recursos humanos y materias primas. Ya se podía hablar de un proyecto imperialista europeo en el cual estaba excluida la Europa latina. Inglaterra se convertía en la potencia mundial y dominaba todos los mercados pero aún la velocidad de circulación de la mercancía no contentaba al capital. El desarrollo tecnológico hizo posible acelerar la circulación de la mercancía con lo que la fase imperialista se constituyó un hecho a fines del siglo XIX, en la fase de mayor optimismo de la modernidad capitalista.

#### Imperialismo
El imperialismo, de acuerdo con las tesis de Lenin, fue el proceso que marca la madurez del proceso de acumulación capitalista y el inicio de una fase de reproducción veloz en la cual distintos actores disputarán la hegemonía de los mercados periféricos. Tuvo un componente político (anexión de territorios) y económico (control de mercados sin colonización) en el cual hubo un factor determinante para la expansión industrial y nuevos mecanismos de dominación contra el proletariado internacional: la producción en cadena o fordismo. 
Sin embargo, el hecho de contar con satélites en gran parte del mundo, permitió al proletariado europeo una leve mejora de sus condiciones de vida (principalmente a través de la presión, una vez difundidas las teorías emancipadoras del marxismo) aunque un número considerable aún debía emigrar a otras tierras para sobrevivir. Uno de estos proyectos exitosos de colonización fue Estados Unidos. Aún no preparado para disputar la hegemonía mundial, debió esperar el choque de los grandes países que disputaban la carrera imperialista para tener el control total de los mercados. De ese enfrentamiento económico se pasa a un irreconcicliable problema político que deviene en la Primera Guerra Mundial. El período de entreguerras significó que el orden mundial no quedó resuelto lo que devino en un nuevo enfrentamiento más sangriento, la Segunda Guerra Mundial, en el que sí se logró reordenar el mapa económico. 
Estados Unidos logró la hegemonía a través del debilitamiento de Europa (por el desgaste de la guerra) y la Unión Soviética lo secundó a través de un programa de capitalismo de Estado que escaló a un enfrentamiento ideológico (aunque no terminó en conflicto real) que se llamó guerra fría.
El imperialismo entonces se redujo básicamente a dos modelos (socialista y capitalista) que disputaban un mercado mundial, pero tras la crisis del agotamiento capitalista a fines de los 60 surgió un nuevo actor 
(Japón) que revolucionó la técnica y la industria y que facilitó la caída del proyecto imperialista ruso a fines de los 80. En ese período Estados Unidos se transforma en un imperio sin contrapeso, secundado por Europa y las economías fuertes de Asia. La acumulación capitalista- y por ende, el imperialismo- en el siglo XXI no se detiene por una razón lógica de la historia del capital, de acuerdo a la concepción del materialismo histórico de Marx: éste necesita recrearse y ampliarse una y otra vez. Como se criticará luego Popper, esta concepción filosófica donde existen "leyes inexorables de la historia" es cuestionable.

## Críticas a la visión
Karl Popper estima que:

[[...]] capitalismo, en el sentido de Marx, ya no existe. La sociedad que Marx conocía ha pasado por grandes revoluciones. El trabajo manual insoportable de millones de hombres y mujeres, ya no existe.

Nunca ha existido, además, una sociedad con una tendencia inherente en el sentido de la «Ley de depauperación creciente» de Marx o con una dictadura secreta de los capitalistas. Si bien la industrialización era bastante dura, la industrialización significaba también productividad creciente seguida de la producción en masa. Obviamente, la producción en masa encontraba finalmente su camino también hacia las masas. 

La interpretación histórica de Marx junto a su profecía no es sólo falsa –es imposible: no se puede producir algo de forma masiva, que según su doctrina esté predestinado para los cada vez menos numerosos ricos capitalistas. Por consiguiente, es un hecho: el capitalismo de Marx es un constructo mental imposible, una quimera.

También existen críticas procedentes de economistas promarxistas como la profesora Joan Robinson y el economista neo-marxista Paul Sweezy. De hecho, el modelo de Solow, que fue el primer modelo neoclásico de crecimiento económico, propone que la acumulación es uno de los determinantes principales del crecimiento.

### Obras históricas de referencia
- Karl Marx, Das Kapital Vol. 1, Part 7 and Vol. 2, Part 3.
- Rudolf Hilferding, Finance Capital.
- Rosa Luxemburg, La acumulación de capital.
- Joan Robinson, Essays in the Theory of Economic Growth.
- Henryk Grossman, The Law of Accumulation and Collapse of the Capitalist System.
- Ernest Mandel, Marxist Economic Theory.
- Andre Gunder Frank, World accumulation, 1492 - 1789. New York 1978
- Raúl Prebisch Capitalismo periférico. Crisis y transformación. México 1981
- Immanuel Wallerstein The Modern World-System, vol. I: Capitalist Agriculture and the Origins of the European World-Economy in the Sixteenth Century. New York/London: Academic Press 1974
- Immanuel Wallerstein The Modern World-System, vol. II: Mercantilism and the Consolidation of the European World-Economy, 1600-1750. New York: Academic Press 1980
- Immanuel Wallerstein Historical Capitalism. London: Verso 1983
- Immanuel Wallerstein The Modern World-System, vol. III: The Second Great Expansion of the Capitalist World-Economy, 1730-1840's. San Diego: Academic Press 1989
- Lenin, El imperialismo, fase superior del capitalismo, 1917